# 回帰的空間
数学の関数解析学における回帰的空間（かいきてきくうかん、英: reflexive space）とは、その双対空間の双対が元の空間と一致するようなバナッハ空間（より一般的には、局所凸位相ベクトル空間）のことである。回帰的なバナッハ空間はしばしばそれらの幾何学的な性質によって特徴付けられる。

## 定義

### ノルム空間
X を、R あるいは C のノルム線型空間とする。その連続双対、すなわち X から基礎体（base field）へのすべての連続線形写像からなる空間を、X ′ と表す。双対空間の記事において説明されるように、X ′ はバナッハ空間である。二重双対（double dual）X ′′ を、X ′ の連続双対で定義する。このとき、自然な連続線形変換
J : X → X ′′
を
J(x)(φ) = φ(x)    
として、X 内のすべての x および X ′ 内のすべての φ に対して定義することが出来る。すなわち、J は x を、x において評価されるような X ′ 上の汎関数へと写す。ハーン-バナッハの定理に従い、J はノルム保存（すなわち、||J(x)|| = ||x||）であるため、単射である。J が全単射であるとき、空間 X は回帰的であると言われる（これはすなわち、回帰的なノルム空間はバナッハ空間であることを意味する。なぜならば X は完備空間 X ′′ と等長であるからである）。空間 X が（位数 d で）準回帰的であるとは、X ′′/J(X) の次元 d が有限であることを言う。

### 局所凸空間
X を局所凸な位相ベクトル空間としたとき、連続双対 X ′ は、X の有界部分集合上一様収束する強位相 β(X ′, X) を持つ。この位相ベクトル空間は X の強双対（strong dual）と呼ばれ、ここでは {\displaystyle X'_{\beta }} と表記する。{\displaystyle X'_{\beta }} の双対への、X の標準埋め込み J が全単射であるとき、X は半回帰的であると言われる。さらに、もし X 上の位相が強位相 β(X, X ′β) と一致するなら、X は回帰的であると言われる。
注意  ノルム空間へと応用される場合、この節での定義はノルム空間に対する回帰性の定義と一致する。実際、バナッハ空間 X の双対 X ′ 上のノルム位相は、強位相 β(X ′, X) と一致し、したがって、位相ベクトル空間としてのノルム空間 X ′ は X の強双対となる。また、X 上のノルム位相は β(X, X ′) と等しい。したがって、X が位相ベクトル空間として回帰的であることと、それがノルム空間として回帰的である（すなわち、単射 J が全単射である場合）ことは同値である。

## 例
すべての有限次元ノルム空間は回帰的である。なぜならば、単純に、そのような空間とその双対および二重双対はすべて同じ線形次元を持ち、したがって定義から線形単射である J は、階数・退化次数公式により、全単射となるからである。
無限大で 0 へと収束するようなスカラー列（数列）からなるバナッハ空間 c0 で、そのノルムを上限ノルムとするような空間は、回帰的ではない。これは後述の一般的性質として ℓ1 および ℓ∞ は回帰的ではないことから従う。なぜならば ℓ1 は c0 の双対と同型で、ℓ∞ は ℓ1 の双対と同型だからである。
すべてのヒルベルト空間は回帰的であり、また 1 < p < ∞ であるようなLp空間も回帰的である。より一般的に、すべての一様凸バナッハ空間は、ミルマン-ペッティスの定理にしたがい、回帰的となる。空間 L1(μ) および L∞(μ) は、例えば μ が有限集合の測度であるような、有限次元の場合の除いて、回帰的ではない。同様に、[0, 1] 上の連続関数からなるバナッハ空間 C([0, 1]) は回帰的ではない。
ヒルベルト空間 H 上のシャッテンクラス作用素からなる空間 Sp(H) は一様凸であり、したがって 1 < p < ∞ であるときには回帰的となる。H の次元が無限である場合、S1(H) （トレース級）は ℓ1 と同型な部分空間を含むため、回帰的ではない。また S∞(H) = L(H) （有界作用素）は、ℓ∞ と同型の部分空間を含むため、回帰的ではない。
すべての有限次元ハウスドルフ位相ベクトル空間は回帰的である。なぜならば、線形代数により J は全単射であり、有限次元ベクトル空間上にはただ一つのハウスドルフベクトル空間位相が存在するからである。
モンテル空間は回帰的な局所凸位相ベクトル空間である。
すべての半回帰的なノルム空間は回帰的である。技巧的ではあるが、半回帰的であって回帰的でないような空間の例を次に挙げる:Y を無限次元の回帰的なバナッハ空間とし、X を位相ベクトル空間 (Y, σ(Y, Y ′))、すなわち、弱位相を備えたベクトル空間 Y とする。このとき、X の連続双対は集合 Y ′ であり、X の有界部分集合はノルム有界であるため、バナッハ空間 Y ′ は X の強双対である。Y は回帰的であるため、X ′ = Y ′ の連続双対は、標準埋め込み J に関する X の像 J(X) と等しいことになるが、X 上の位相は強位相β(X, X ′) ではなく、これは Y のノルム位相と等しい。

## 性質
もしバナッハ空間 Y が、回帰的なバナッハ空間 X と同型であるなら、Y も回帰的である。
回帰的な空間のすべての閉部分空間は、回帰的である。回帰的空間の双対は、回帰的である。回帰的な空間のすべての商は、回帰的である。
回帰的なバナッハ空間の幾何的な性質は次のようなものである:C を、回帰的空間 X の空でない閉凸部分集合とするなら、X に含まれるすべての x に対して、C に含まれるある c が存在し、||x − c|| が x と C の点との距離を最小のものとする（ここで、x と C の間の最小距離は x によって一意に定まるが、c はそうならないことに注意されたい。X が一様凸であるなら、最も近い点 c は一意である）。
X をバナッハ空間とする。以下は同値である。
1. 空間 X は回帰的である。
2. X の双対は回帰的である。
3. X の閉単位球は、弱位相においてコンパクトである（これは角谷の定理として知られる[2]）。
4. X に含まれるすべての有界列は、弱収束部分列を持つ[3]。
5. X 上のすべての連続線形汎関数は、X 内の閉単位球上で最大値を取る（ジェームズの定理（英語版））。

回帰的なバナッハ空間が可分であることと、その双対が可分であることは同値である。このことは、すべてのノルム空間 Y に対して、その双対 Y ′ の可分性は Y の可分性を意味する、という事実によりしたがう。